# Parižlje
Parižlje este o localitate din comuna Braslovče, Slovenia, cu o populație de 718 locuitori.